# Graça Machel

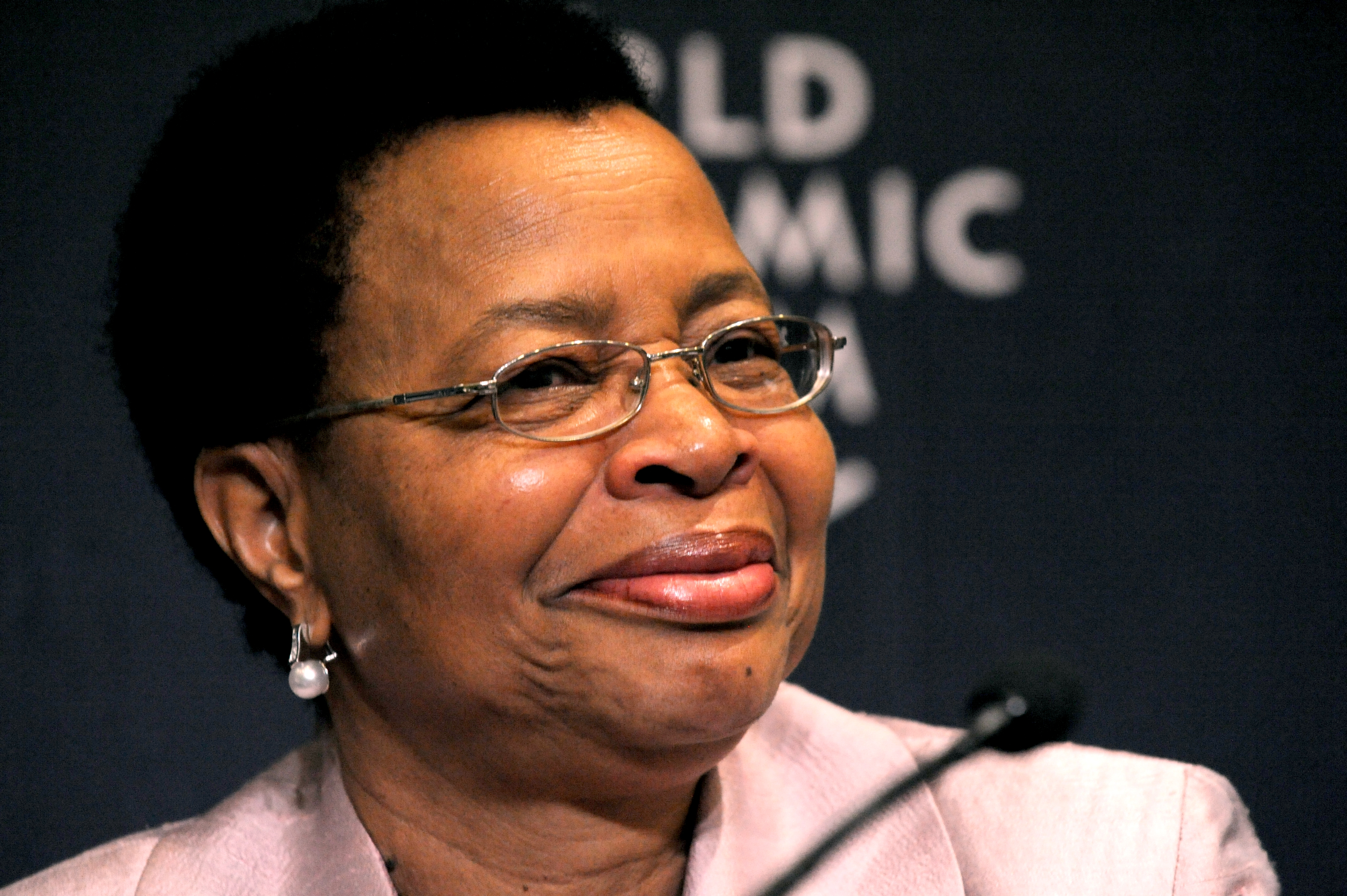
Graça Machel auf dem Weltwirtschaftsforum Afrika 2010 in Daressalam

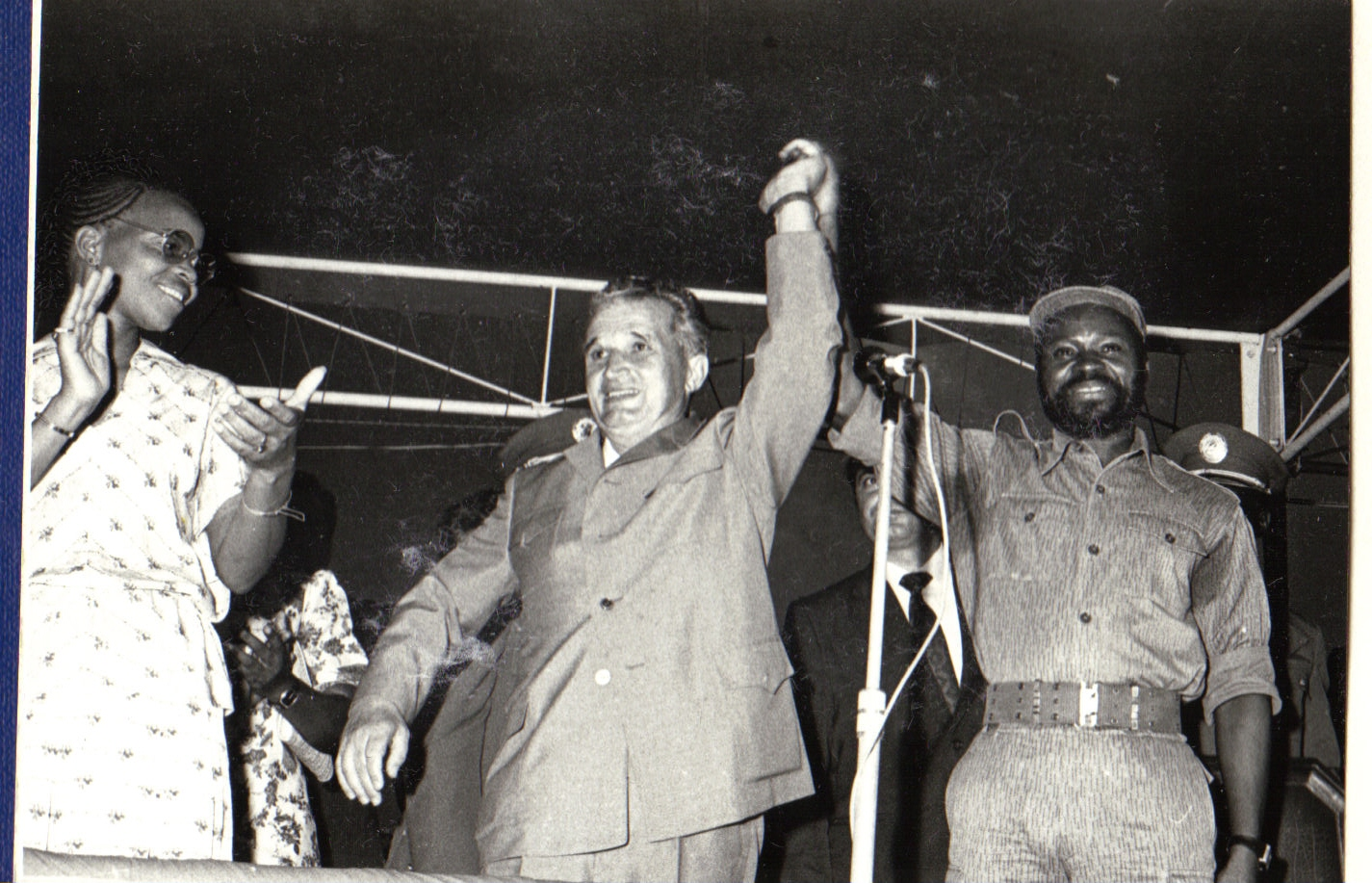
Graça und Samora Machel empfangen Nicolae Ceauşescu 1979 in Maputo.

Graça Machel, DBE (* 17. Oktober 1945 im Manjacaze, Mosambik, als Graça Simbine) ist eine mosambikanische Politikerin und Aktivistin für Menschenrechte sowie Universitätspräsidentin.
Sie ist sowohl Witwe des früheren Präsidenten von Mosambik, Samora Machel, als auch des früheren südafrikanischen Präsidenten Nelson Mandela. Sie ist die einzige Frau, die in zwei Ländern First Lady war. Sie engagiert sich weltweit für die Rechte von Frauen und Kindern.
Mit sechs Jahren besuchte Graça Simbine eine protestantische Missionsschule, erhielt anschließend ein Stipendium zum Studium in Portugal, zuerst an der Universität Coimbra. Später ging sie nach Lissabon und machte 1972 an der Universität Lissabon einen Bachelor-Abschluss in Philologie in deutscher Sprache. In Lissabon lernte sie politische Gesinnungsgenossen aus anderen portugiesischsprachigen Ländern kennen, die ebenfalls wie sie nach Unabhängigkeit strebten. Sie kehrte als Lehrerin 1973 nach Mosambik zurück und kämpfte heimlich mit der Frelimo während des bewaffneten Kampfes für nationale Befreiung gegen die portugiesische Kolonialregierung. Dort lernte sie ihren ersten Mann Samora Machel kennen und stieg schnell in der Hierarchie der Frelimo auf.
Nach der Unabhängigkeit von Mosambik war Machel 14 Jahre Parlamentsmitglied und Erziehungs- und Kulturministerin, auch nach dem Tod von Samora Machel. In Mosambik kämpfte sie für die allgemeine Schulpflicht. UN-Generalsekretär Boutros Boutros-Ghali ernannte Graça Machel 1994 zu seiner Sonderberichterstatterin. In einem Zeitraum von drei Jahren bereiste sie Bosnien-Herzegowina, Kambodscha, Kolumbien, Ruanda, den Libanon und Sierra Leone, um über die Auswirkungen von bewaffneten Konflikten auf Kinder zu berichten. 1997 erhielt sie für ihren humanitären Einsatz die britische Auszeichnung Dame Commander of the Order of the British Empire (DBE).
Am 18. Juli 1998 heiratete sie Nelson Mandela, den damaligen Präsidenten Südafrikas. Von 1999 bis 2019 war sie Kanzlerin der Universität Kapstadt. 2017 wurde sie zum Ehrenmitglied der British Academy ernannt.
Seit 2012 ist Machel Universitätspräsidentin der SOAS University of London.
Graça Machel ist seit der Gründung 2007 Mitglied des Zusammenschlusses von herausragenden ehemaligen Staatsmännern und -frauen, Friedensaktivisten, Menschenrechtlern sowie prominenten Intellektuellen The Elders, der 2007 von Nelson Mandela auf Initiative von Peter Gabriel und Richard Branson gegründet wurde. Ziel der Gruppe ist es, die Erfahrung, die Beziehungen und den öffentlichen Einfluss der Mitglieder zur Lösung globaler Probleme einzusetzen. Seit 2018 ist Machel eine der beiden stellvertretenden Vorsitzenden der Elders.